# Gastronomía de Botsuana
La gastronomía botsuana es única pero comparte algunas características con otras cocinas del sur de África. Algunos ejemplos de alimentos entre los tsuana: gusanos pap, samp, vetkoek y mopane. Otro alimento exclusivo de Botsuana es el seswaa, carne machacada y hervida, muy salada.

## Productos básicos

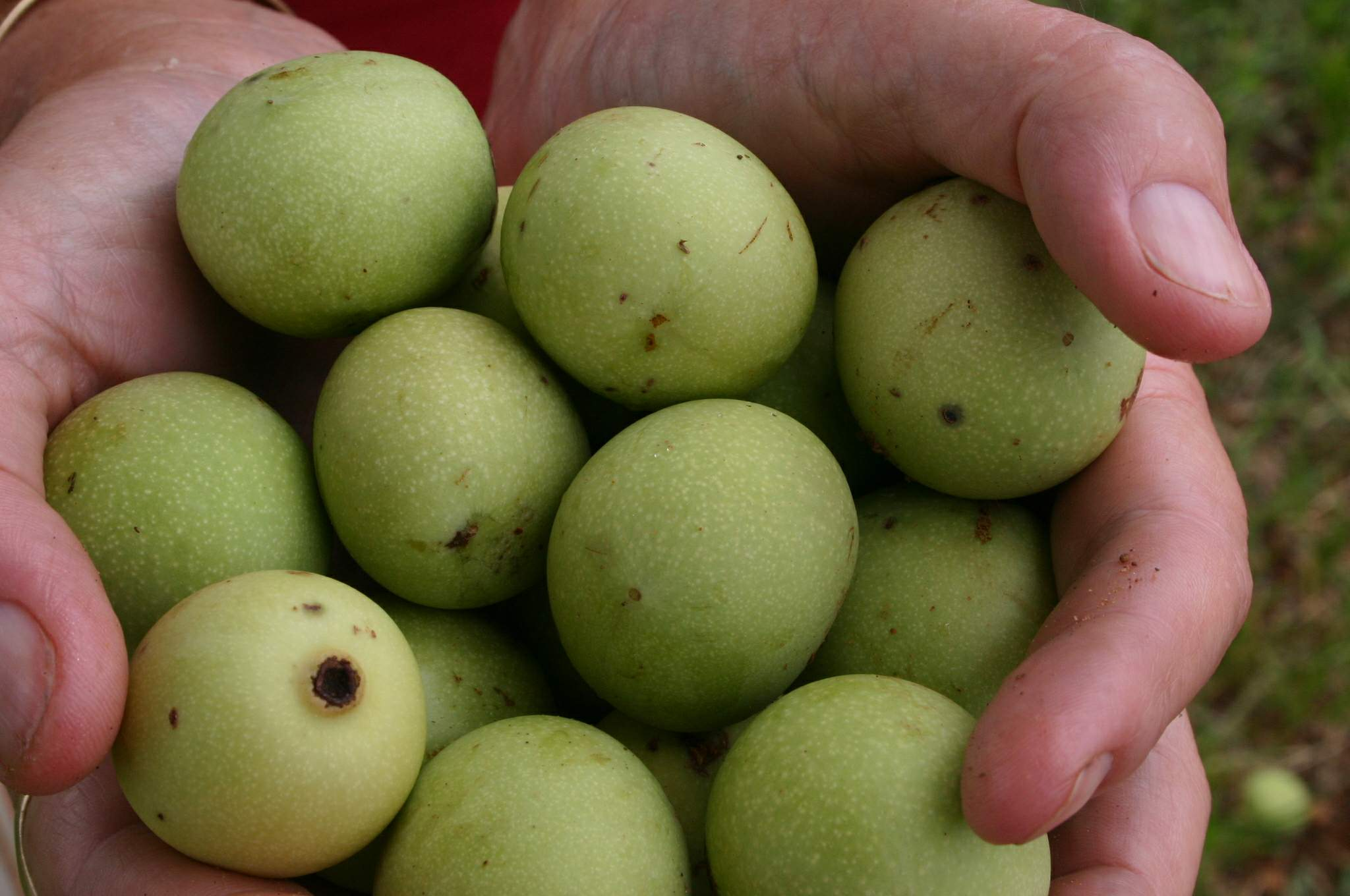
Frutos verdes de Marula

Los mercados de Botsuana están llenos de una amplia variedad de alimentos. Algunos se cultivan localmente mediante riego y otros se importan de países vecinos. En Botsuana se cría una gran cantidad de carne de vacuno de alta calidad. También son muy abundantes el cordero, el carnero, el pollo y otras carnes. La carne de vacuno es la carne más popular, seguida de la carne de cabra. El pescado de río también forma parte de la gastronomía de Botsuana.

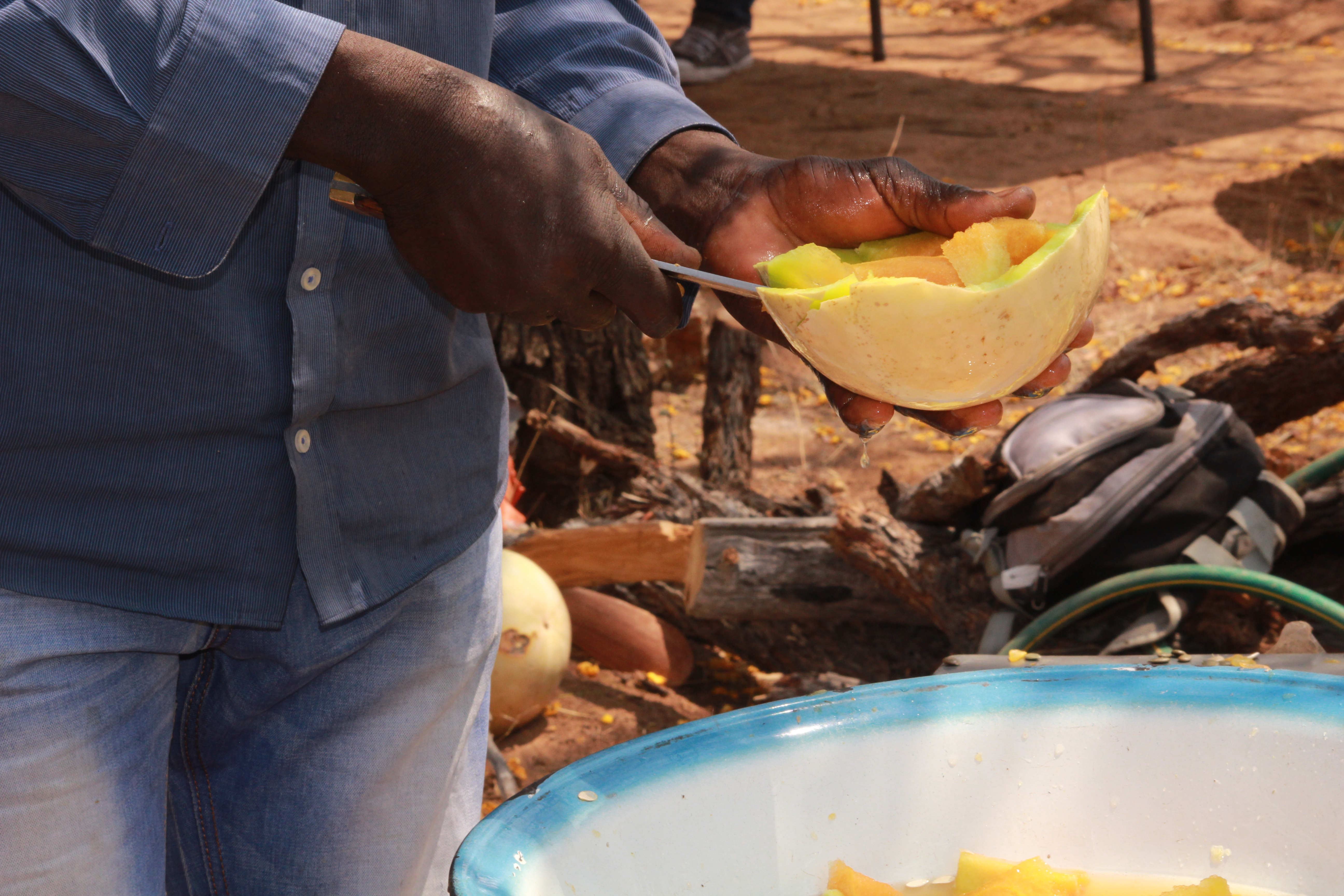
Preparación del

El sorgo y el maíz son los principales cultivos de Botsuana. El trigo, el arroz y otros cereales que no se cultivan localmente se importan. Se cultivan muchas variedades de frijoles, como el caupí, el ditloo y el letlhodi, así como maní y muchas verduras como espinacas, zanahorias, repollo, cebollas, patatas, tomates, batatas y lechuga. Algunas verduras crecen silvestres y están disponibles en temporada. Las hojas de frijol secas son un alimento popular entre el pueblo Tsuana.
Hay muchas frutas disponibles localmente, como la marula y la sandía, que pueden tener su origen en Botsuana, y son abundantes en temporada. También se cultiva otro tipo de melón, llamado lerotse o lekatane. Hay ciertos tipos de melones silvestres que se encuentran en zonas de arena del desierto que son una fuente importante de alimento y agua para las personas que viven en esas regiones. Muchas verduras son de temporada y a menudo se secan o se salan para su conservación. Hay muchas formas de cocinar verduras secas.

## Selección de platos

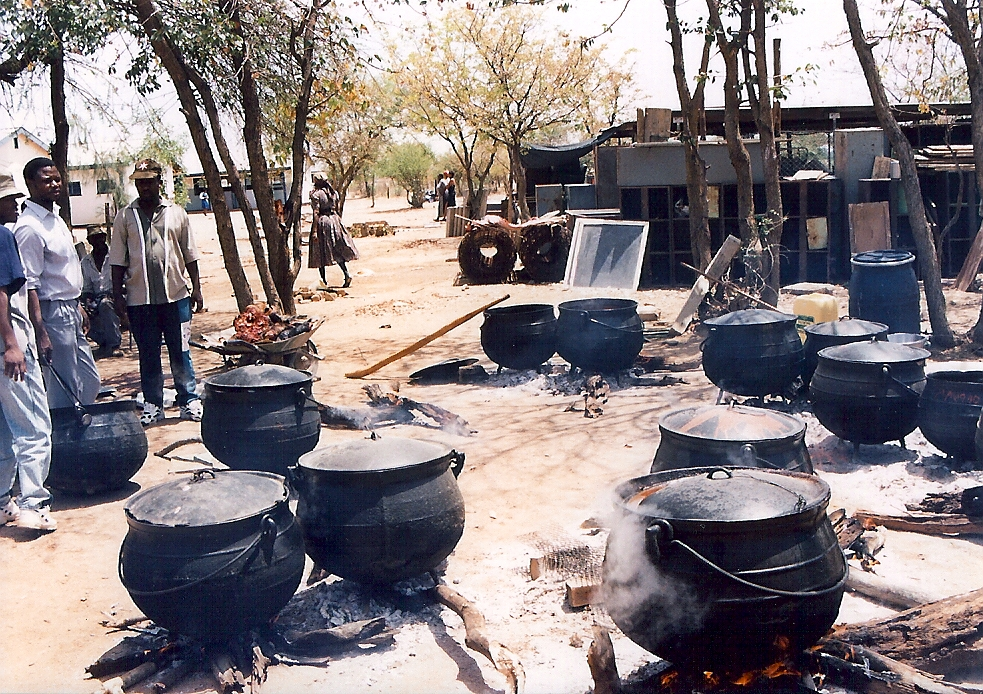
Preparación de alimentos en ollas de hierro

Seswaa o chotlho, es un plato de carne tradicional muy popular elaborado para ocasiones especiales. Generalmente preparado por los hombres, se cocina en una olla de hierro de tres patas, a fuego lento con sal y agua, hasta que la carne esté tierna.
Aparte de esto, también existe delele o derere, que es un plato de okra y a menudo acompañado de sadza o nshima.
Otro plato popular es el serobe, en el que se cocinan los intestinos y algunas partes internas de la cabra, oveja o vaca. Para las ovejas y las cabras, se añaden las patas.
El otro tipo de carne es el pollo. El pollo criado tradicionalmente (en libertad) se considera más sabroso que el pollo criado comercialmente. Al cocinar un pollo criado tradicionalmente para un invitado, un anfitrión demuestra una hospitalidad especial. Cocinar el pollo en una olla de hierro de tres patas sobre fuego abierto le proporciona un sabor óptimo. La carne de pollo se suele comer con albóndigas o pap.
El bogobe se prepara mezclando harina de sorgo, maíz o mijo con agua hirviendo, revolviendo hasta formar una masa suave y luego cocinándola lentamente. A veces se deja fermentar el sorgo o el maíz durante unos días antes de cocinarlos para que resulten ácidos. Este plato se llama ting. Estas gachas agrias se pueden cocinar y comer con carne o con leche y azúcar. Sin leche ni azúcar, ting. Otra forma de preparar bogobe es agregar leche agria y melón cocido (lerotse). La tribu Kalanga llama a este plato tophi.
La harina de pan no forma parte de la dieta básica, pero se ha importado durante varios años; Por ello, diversas recetas de pan se han convertido en parte integral de la cocina nacional. Los más comunes son los raviolis (matlebelekwane o madombi), los panes planos (diphaphatha) y los panes planos grasos (magwinya). Para estas preparaciones, la harina se transforma en masa, cocida de diferentes maneras: hervida con la carne, en aceite caliente o sobre brasas, colocando una olla encima.

En zonas remotas se encuentran alimentos populares como el frijol morama, un enorme tubérculo subterráneo y un hongo comestible. El gusano mopane, oruga de la polilla Gonimbrasia belina, se cocina en cenizas calientes, se hierve o se seca y se fríe.

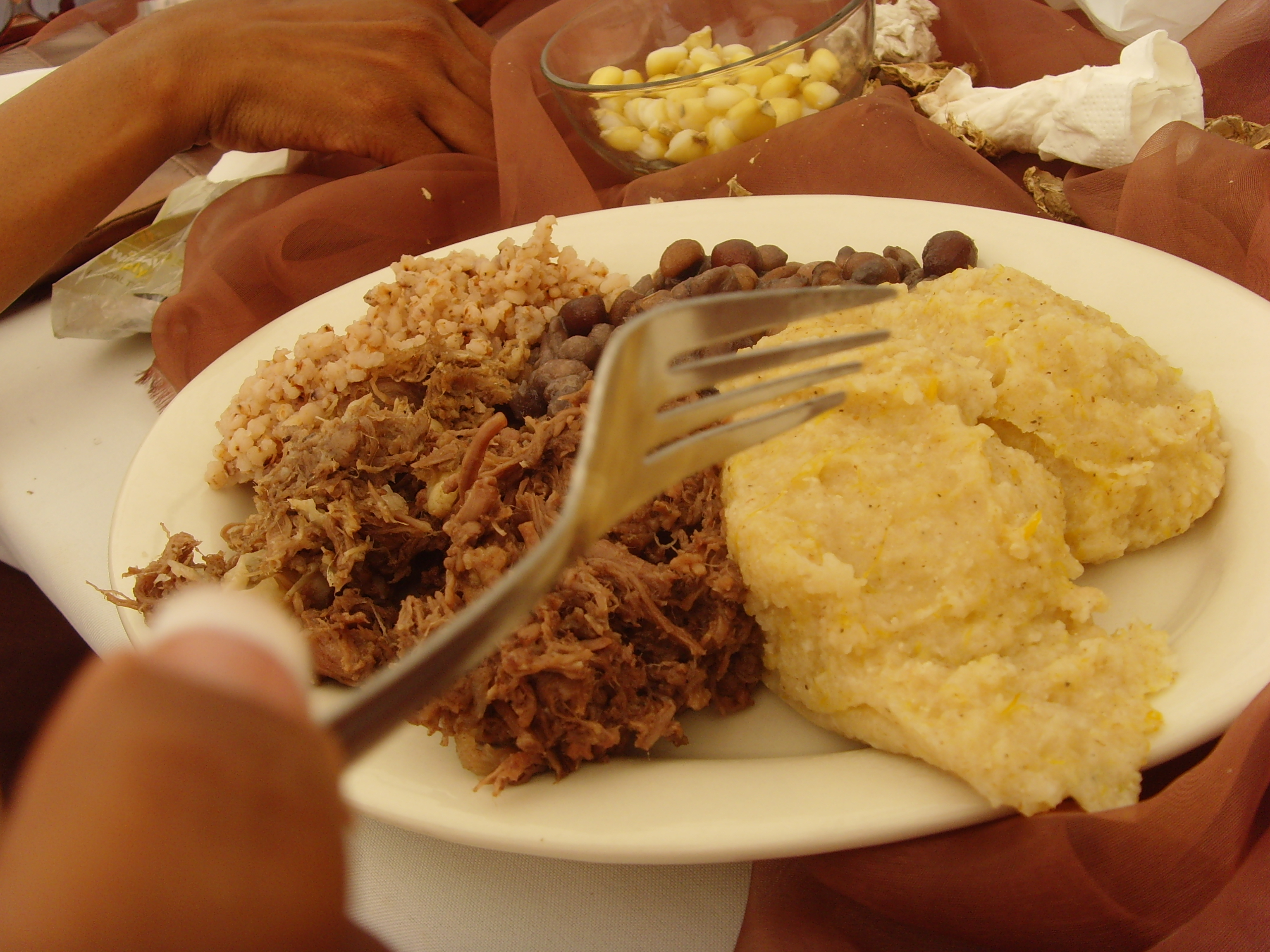
Seswaa
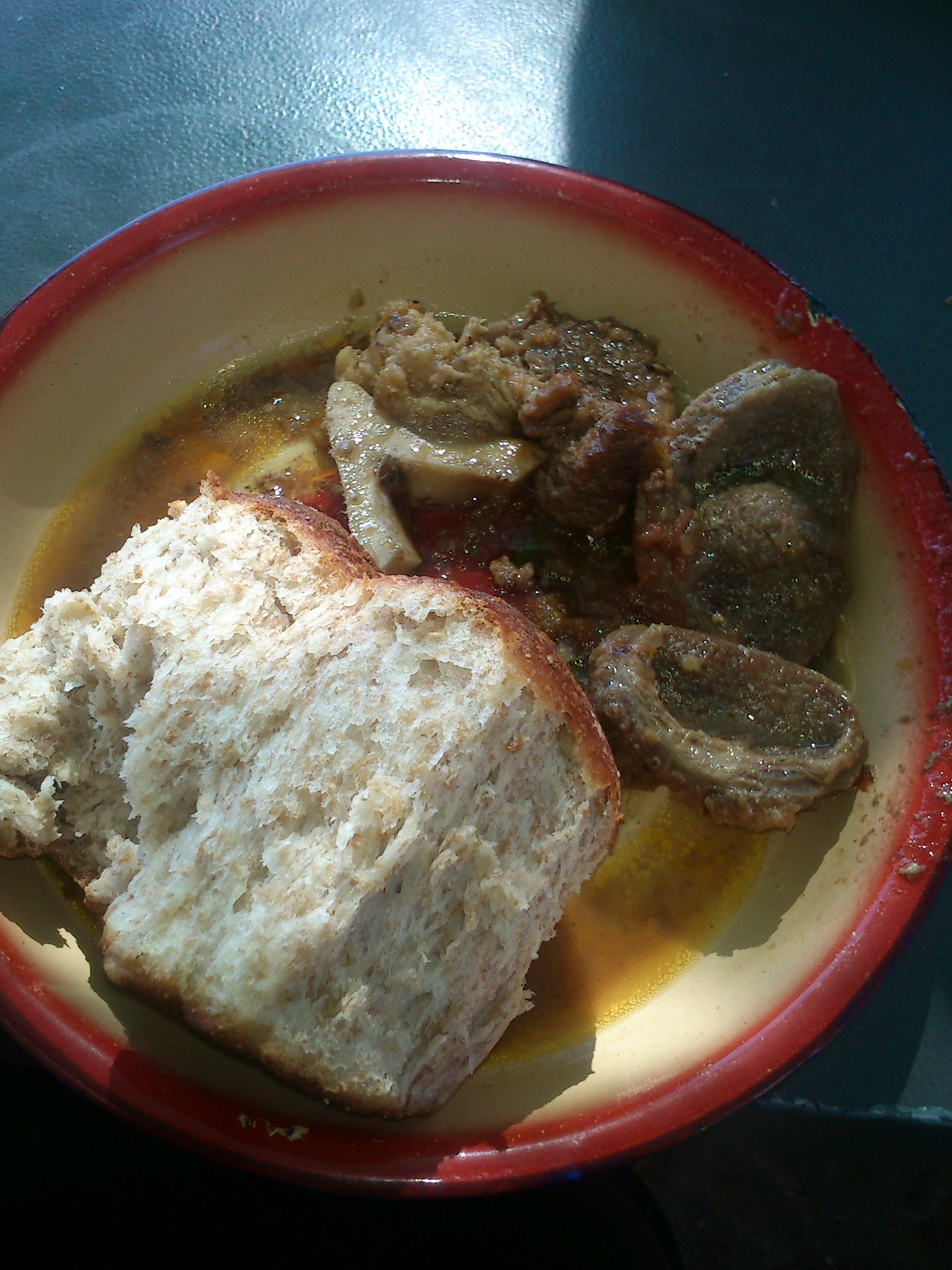
Mapakiwa le nama
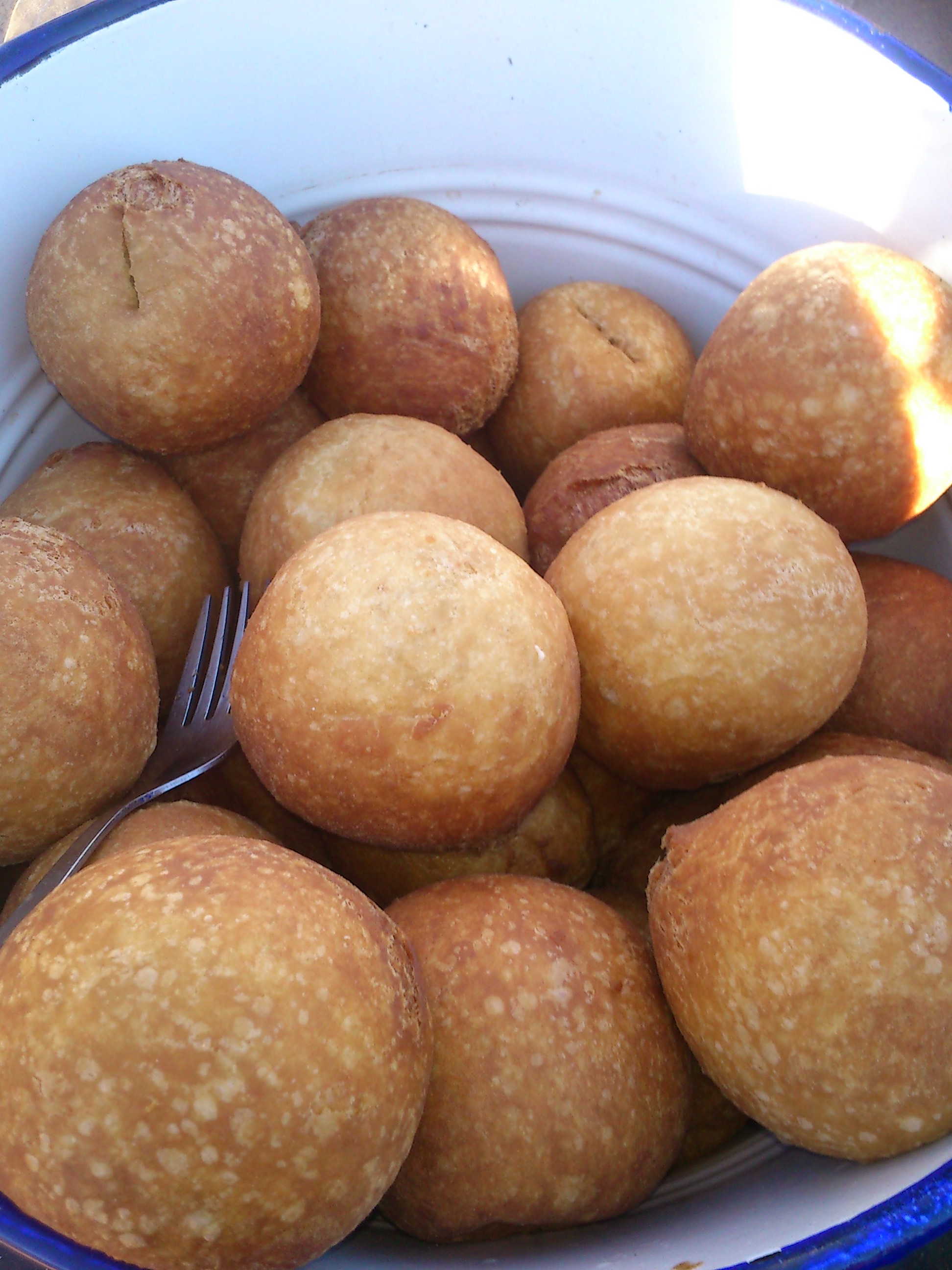
Magwinya
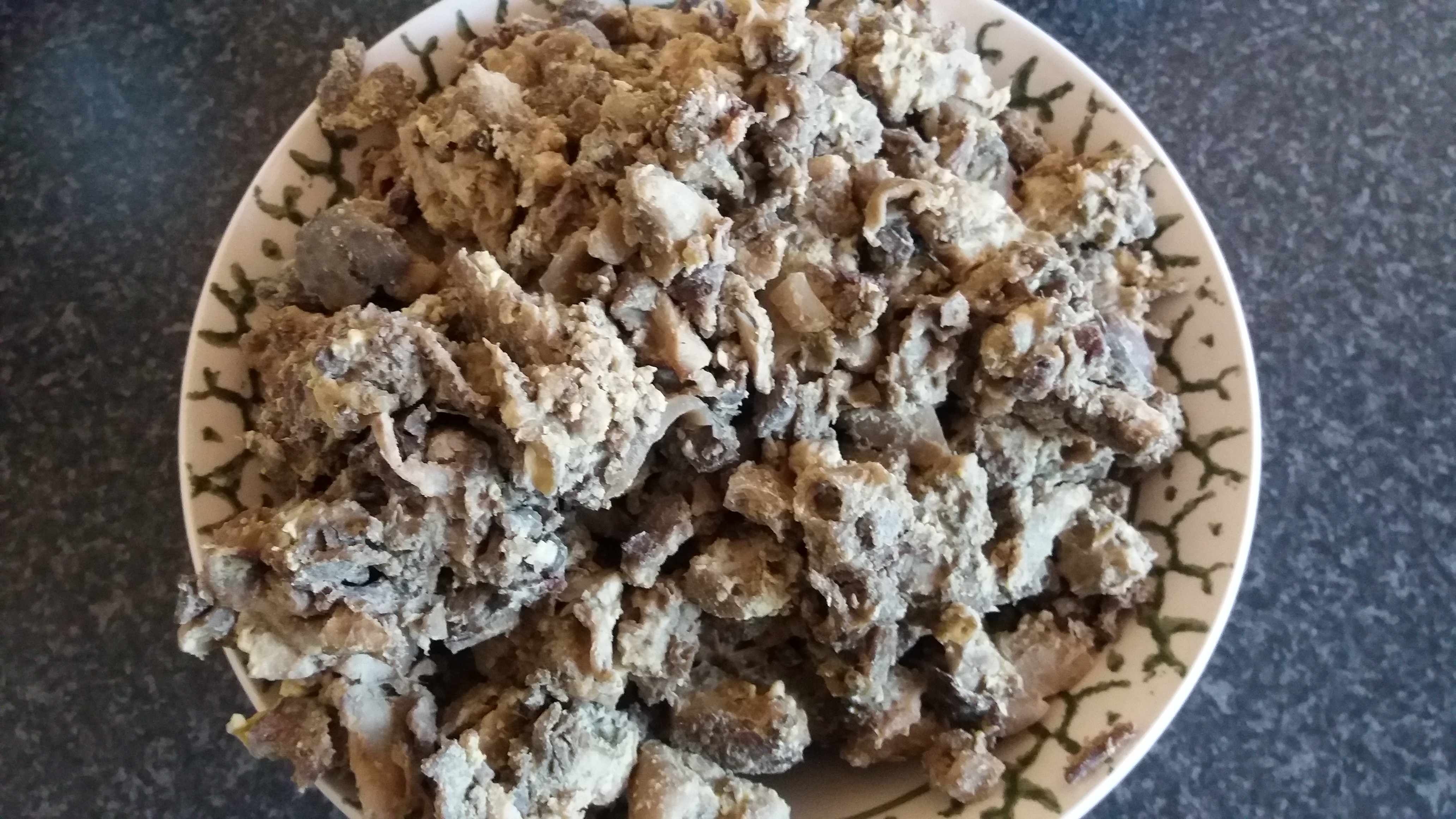
Serobe

## Bebidas

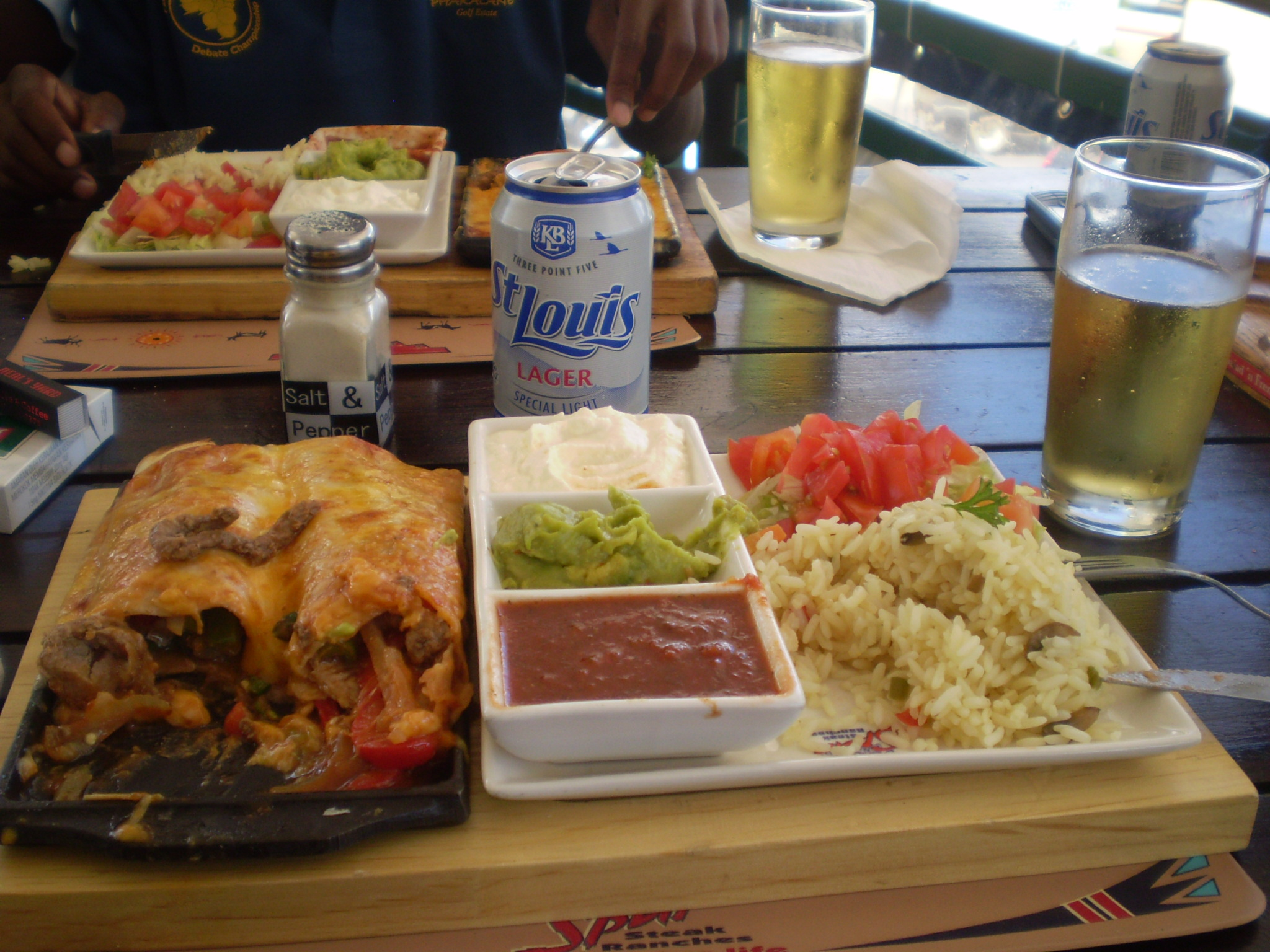
St. Louis Lager, cerveza local, para acompañar la comida.

En las fábricas de Botsuana se producen muchos refrescos y bebidas alcohólicas, entre ellas Fanta y Coca-Cola. Las marcas locales son cervezas Castle y Lion. La leche se fermenta para producir madila (leche cuajada), que se come sola o se añade a las gachas. La cerveza de jengibre es una bebida casera sin alcohol muy popular. Se sirve en ocasiones especiales como bodas y fiestas. Se prepara hirviendo jengibre en polvo en agua, agregando azúcar, ácido tartárico y crémor tártaro, y luego dejándolo enfriar y fermentar durante un día.
Hay varias bebidas alcohólicas tradicionales. La Bojalwa ja Setswana (cerveza de Botsuana) se elabora a partir de granos de sorgo fermentados. Otras tribus, como los Bakalanga, utilizan lebelebele (mijo). Chibuku, una cerveza envasada y producida comercialmente a partir de maíz o sorgo, es una bebida popular, especialmente en pueblos, ciudades y ciertos vecindarios. Chibuku también se elabora en otros países vecinos como Malaui, Sudáfrica, Zambia y Zimbabue. El khadi, preparado a partir de diversos ingredientes, de los cuales las bayas silvestres son los más saludables, también es una bebida alcohólica ampliamente consumida, especialmente por las poblaciones de bajos ingresos. Existen otras bebidas como las mentas llamadas kgomodimetsing y longman. Estas hojas suelen mezclarse con el té para obtener un sabor agradablemente fragante.